# 황화구륜초
황화구륜초(黃花九輪草)는 유럽·중앙 아시아·동 아시아 등이 원산지인 허브의 한 종류이다.